# Silvina Ponce Dawson
Silvina Ponce Dawson est une physicienne argentine spécialisée en biophysique et membre de la faculté des sciences exactes et naturelles de l'université de Buenos Aires.
En octobre 2017, elle est nommée vice-présidente de l'Union internationale de physique pure et appliquéepuis élu président en 2024 pour le mandat 2025 à 2027.